# Echinostylinos hirsutus
Echinostylinos hirsutus är en svampdjursart som beskrevs av Koltun 1970. Echinostylinos hirsutus ingår i släktet Echinostylinos och familjen Phellodermidae. Inga underarter finns listade i Catalogue of Life.